# Humboldt megye (Iowa)
Humboldt megye az Amerikai Egyesült Államokban, azon belül Iowa államban található. Megyeszékhelye Dakota City. Lakosainak száma 9597 fő (2020. április 1.). Humboldt megye Kossuth, Webster, Wright, Pocahontas, Palo Alto és Hancock megyékkel határos.

## Népesség
A megye népessége az elmúlt években az alábbi módon változott:
| Lakosok száma | 9803 | 9803 | 9742 | 9688 | 9555 | 9597 |
|               | 2010 | 2011 | 2012 | 2013 | 2015 | 2020 |